# Bhaskara II
Bhaskara II (sànscrit: भास्करा चार्य)  (Bijapur, c. 1114 - Ujjain, c. 1185), també conegut com a Bhaskaracharya (Bhaskara el professor), va ser un matemàtic indi, del segle xii.

## Biografia
El poc que es coneix de la seva vida procedeix de la introducció de la seva obra Siddhanta Siromani. Va ser fill del braman Mahesvara que havia tingut fama com astròleg. El seu lloc de naixement, Vijayapura, és discutit per alguns historiadors que el situen a Patna.
Va ser el cap de l'Observatori Astronòmic d'Ujjain, el més prestigiós centre científic de l'Índia en aquella època i en el qual també havien estat Brahmagupta i Varahamihira en segles anteriors.
El seu net, Changadeva, va ser astrònom a la cort de la dinastia Yadava.

## Obres

### ElSiddhānta-Śiromaṇi
El Siddhanta Siromani, escrit l'any 1150, es compon de quatre llibres:
- El Lilavati és el més conegut. Es tracta d'un text d'aritmètica que conté, a més, uns quants texts de geometria, que va ser un text molt útil per aprendre les matemàtiques elementals. Està presentat mitjançant regles i exemples,[4] en vers per a facilitar la memorització.
- El Bijaganitha sobre àlgebra.
- El Goladhaya sobre el globus celeste.[5]
- El Grahaganitha sobre la matemàtica dels planetes.

#### Līlāvatī
La primera secció Līlāvatī (també coneguda com pāṭīgaṇita o aṅkagaṇita), que porta el nom de la seva filla, consta de 277 versos. Cobreix càlculs, progressions, mesuraments, permutacions i altres temes.

#### Bijaganita
La segona secció Bījagaṇita (Àlgebra) té 213 versos. Analitza zero, infinit, nombres positius i negatius, i equacions indeterminades incloent (l'ara anomenada Equació de Pell), resolent-la mitjançant un mètode kuṭṭaka. En particular, també va resoldre el {\displaystyle 61x^{2}+1=y^{2}} cas que havien d'eludir Pierre de Fermat i els seus contemporanis europeus segles més tard.

#### Grahaganita
A la tercera secció Grahagaṇita, que tractava el moviment dels planetes, va considerar les seves velocitats instantànies. Va arribar a l'aproximació: Consta de 451 versos
{\displaystyle \sin y'-\sin y\approx (y'-y)\cos y} per.
{\displaystyle y'} a prop de {\displaystyle y}, o en notació moderna:
{\displaystyle {\frac {d}{dy}}\sin y=\cos y}.
Amb les seves paraules:
bimbārdhasya koṭijyā guṇastrijyāhāraḥ phalaṃ dorjyāyorantaram
| « | I en cas contrari, quan un ha posat aquestes parts de la figura allà, amb [només] veure [n'hi ha prou]. | » |

Aquest resultat també havia estat observat anteriorment per Muñjalācārya (o Mañjulācārya) mānasam, en el context d'una taula de sinus.
Bhāskara també va afirmar que en el seu punt més alt la velocitat instantània d'un planeta és zero.

### Altres obres
L'any 1183 va escriure el Karana-kutuhala, un manual d'astronomia, i un comentari al Sisvadhivrddhida-tantra de Lalla.
També se li atribueixen altres obres, però totes elles són qüestionables.

## Matemàtiques
Algunes de les contribucions de Bhaskara a les matemàtiques són:
- Una demostració del teorema de Pitàgores calculant la mateixa àrea de dues maneres diferents i després cancel·lant els termes per obtenir a2 + b 2 = c 2.[8]
- A Lilavati s'expliquen solucions d’equacions indeterminades quadràtiques, cúbiques i de quart grau.[9]
- Solucions d'equacions de quart grau indeterminades (del tipus ax 2 + b = y 2).
- Solucions senceres d'equacions indeterminades lineals i quadràtiques (Kuṭṭaka). Les regles que dona són (de fet) les mateixes que les donades pels matemàtics europeus renaixentistes del segle XVII.
- Un mètode cíclic de Chakravala per resoldre equacions indeterminades de la forma ax 2 + bx + c = y. La solució d'aquesta equació es va atribuir tradicionalment a William Brouncker el 1657, tot i que el seu mètode era més difícil que el mètode chakravala.
- El primer mètode general per trobar les solucions del problema x 2 − ny 2 = 1 (l'anomenada " equació de Pell ") va ser donat per Bhaskara II.[10]
- Solucions d’equacions diofàntiques de segon ordre, com ara 61 x 2 + 1 = y 2. Aquesta mateixa equació va ser plantejada com a problema el 1657 pel matemàtic francès Pierre de Fermat, però la seva solució va ser desconeguda a Europa fins a l'època d’Euler al segle XVIII.[11]
- S'han resolt equacions de segon grau amb més d'una incògnita i han trobat solucions negatives i irracionals.
- Concepte preliminar d’anàlisi matemàtica.
- Concepte preliminar de càlcul infinitesimal, juntament amb contribucions notables cap al càlcul integral.[12]
- Càlcul diferencial concebut, després de descobrir una aproximació de la derivada i el coeficient diferencial.
- Va definir el teorema de Rolle, un cas especial d'un dels teoremes més importants en anàlisi, el teorema del valor mitjà. A les seves obres també es troben rastres del teorema del valor mitjà general.
- Calcular les derivades de funcions i fórmules trigonomètriques. (Vegeu la secció de càlcul a continuació.)
- A Siddhanta-Śiromaṇi, Bhaskara va desenvolupar la trigonometria esfèrica juntament amb una sèrie d'altres resultats trigonomètrics. (Vegeu la secció Trigonometria a continuació.)

### Aritmètica
El text aritmètic de Bhaskara Līlāvatī cobreix els temes de definicions, termes aritmètics, càlcul d'interès, progressions aritmètiques i geomètriques, geometria plana, geometria sòlida, l'ombra del gnòmon, mètodes per resoldre equacions indeterminades i combinacions.
Līlāvatī es divideix en 13 capítols i cobreix moltes branques de les matemàtiques, l'aritmètica, l'àlgebra, la geometria i una mica de trigonometria i mesura. Més concretament, els continguts són:
- Definicions.
- Propietats de zero (incloent la divisió i les regles d'operacions amb zero).
- Un treball numèric més extens, inclòs l'ús de nombres negatius i l'arrel enèsima.
- Estimació de π.
- Termes aritmètics, mètodes de multiplicació i quadrat.
- Regla inversa de tres i regles de 3, 5, 7, 9 i 11.
- Problemes de càlcul d'interessos.
- Equacions indeterminades (Kuṭṭaka), solucions senceres (primer i segon ordre). Les seves contribucions a aquest tema són especialment importants, ja que les regles que dona són (en efecte) les mateixes que les donades pels matemàtics europeus renaixentistes del segle xvii, però la seva obra era del segle XII. El mètode de resolució de Bhaskara va ser una millora dels mètodes trobats en el treball d’Aryabhata i els matemàtics posteriors.

El seu treball destaca per la sistematització, la millora dels mètodes i els nous temes que va introduir. A més, el Lilavati contenia problemes excel·lents i es creu que la intenció de Bhaskara podria haver estat que un estudiant de "Lilavati" s'ocupés de l'aplicació mecànica del mètode.

### Àlgebra
La seva Bījaganita ('Àlgebra') va ser una obra en dotze capítols. Va ser el primer text que va reconèixer que un nombre positiu té dues arrels quadrades (una arrel quadrada positiva i una negativa). La seva obra Bījaganita és efectivament un tractat d'àlgebra i conté els temes següents:
- Nombres positius i negatius.
- El "desconegut" (inclou la determinació de quantitats desconegudes).
- Determinació de quantitats desconegudes.
- Arrel enèsima (inclou l'avaluació de surds).
- Kuṭṭaka (per resoldre equacions indeterminades i equacions diofàntiques).
- Equacions simples (indeterminades de segon, tercer i quart grau).
- Equacions simples amb més d'una incògnita.
- Equació de segon grau indeterminades (del tipus ax2 + b = y2).
- Solucions d'equacions indeterminades de segon, tercer i quart grau.
- Equacions de quart grau.
- Equacions de quart grau amb més d'una incògnita.
- Operacions amb productes de diverses incògnites.

Bhaskara va derivar un mètode cíclic i chakravala per resoldre equacions quadràtiques indeterminades de la forma ax2 + bx + c = y. El mètode de Bhaskara per trobar les solucions del problema Nx2 + 1 = y2 (l'anomenada equació de Pell) té una importància considerable.

### Trigonometria
El Siddhānta Shiromani (escrit el 1150) demostra el coneixement de Bhaskara de la trigonometria, inclosa la taula de sinus i les relacions entre diferents funcions trigonomètriques. També va desenvolupar la trigonometria esfèrica, juntament amb altres resultats trigonomètrics interessants. En particular, Bhaskara semblava més interessat en la trigonometria per si mateixa que els seus predecessors que la veien només com una eina de càlcul. Entre els molts resultats interessants donats per Bhaskara, els resultats trobats en els seus treballs són el càlcul de sinus d'angles de 18 i 36 graus, i les ja conegudes fórmules de {\displaystyle \sin \left(a+b\right)} i {\displaystyle \sin \left(a-b\right)}.

### Càlcul
La seva obra, el Siddhānta Shiromani, és un tractat astronòmic i conté moltes teories que no es troben en obres anteriors. Els conceptes preliminars de càlcul infinitesimal i anàlisi matemàtica, juntament amb una sèrie de resultats en trigonometria, càlcul diferencial i càlcul integral que es troben en el treball són d'interès particular.
L'evidència suggereix que Bhaskara estava familiaritzat amb algunes idees de càlcul diferencial. Bhaskara també aprofundeix en el "càlcul diferencial" i suggereix que el coeficient diferencial s'esvaeix en un valor extrem de la funció, cosa que indica el coneixement del concepte d'infinitesimals.
- Hi ha proves d'una forma inicial del teorema de Rolle en el seu treball. La formulació moderna del teorema de Rolle estableix que si {\displaystyle f\left(a\right)=f\left(b\right)=0}, ja que {\displaystyle f'\left(x\right)=0} per a alguns {\displaystyle x} amb {\displaystyle \ a<x<b}.
- En aquest treball astronòmic va donar un procediment que sembla un precursor dels mètodes infinitesimals. En termes que és si {\displaystyle x\approx y} aleshores {\displaystyle \sin(y)-\sin(x)\approx (y-x)\cos(y)} això és un derivat de sinus encara que no va desenvolupar la noció de derivada.[18]
- Bhaskara utilitza aquest resultat per calcular l'angle de posició de l'eclíptica, una quantitat necessària per predir amb precisió el temps d'un eclipsi.
- En calcular el moviment instantani d'un planeta, l'interval de temps entre les posicions successives dels planetes no era més gran que un truti o un 1⁄33750 de segon, i la seva mesura de velocitat es va expressar en aquesta unitat infinitesimal de temps.
- Era conscient que quan una variable assoleix el valor màxim, el seu diferencial s'esvaeix.
- També va demostrar que quan un planeta es troba al més allunyat de la Terra, o al seu punt més proper, l'equació del centre (mesura de fins a quin punt es troba un planeta de la posició en què es preveu que es troba, suposant que es mourà uniformement) desapareix. Per tant, va concloure que per a alguna posició intermèdia la diferencial de l'equació del centre és igual a zero. En aquest resultat, hi ha traces del teorema del valor mitjà, un dels teoremes més importants en anàlisi, que avui en dia es deriva habitualment del teorema de Rolle. El teorema del valor mitjà va ser trobat més tard per Parameshvara al segle XV al Lilavati Bhasya, un comentari al Lilavati de Bhaskara.

Madhava (1340–1425) i els matemàtics de l'escola de Kerala (incloent Parameshvara) des del segle XIV fins al segle XVI van ampliar el treball de Bhaskara i van avançar encara més el desenvolupament del càlcul a l'Índia.

## Astronomia
Utilitzant un model astronòmic desenvolupat per Brahmagupta al segle VII, Bhāskara va definir amb precisió moltes magnituds astronòmiques, incloent-hi, per exemple, la durada de l'any sideri, el temps que es necessita perquè la Terra orbiti al voltant del Sol, com aproximadament 365,2588 dies, que és el mateix que a Surya Siddhanta. La mesura acceptada moderna és de 365,25636 dies, una diferència de 3,5 minuts.
El seu text d'astronomia matemàtica Siddhanta Shiromani està escrit en dues parts: la primera part sobre astronomia matemàtica i la segona part sobre l'esfera.
Els dotze capítols de la primera part tracten temes com ara:
- Longituds mitjanes dels planetes.
- Longituds reals dels planetes.
- Els tres problemes de la rotació diürna. (El moviment diürn és un terme astronòmic que fa referència al moviment diari aparent de les estrelles al voltant de la Terra, o més precisament al voltant dels dos pols celestes. És causada per la rotació de la Terra sobre el seu eix, de manera que cada estrella aparentment es mou en un cercle, que s'anomena cercle diürn.)
- Sizígies.
- Eclipsis lunars.
- Eclipsis solars.
- Latituds dels planetes.
- Equació de la sortida del sol
- Creixent de la Lluna.
- Conjuncions dels planetes entre si.
- Conjuncions dels planetes amb les estrelles fixes.
- Els camins del Sol i la Lluna.

La segona part conté tretze capítols sobre l'esfera. Cobreix temes com ara:
- Elogi de l'estudi de l'esfera.
- Naturalesa de l'esfera.
- Cosmografia i geografia.
- Moviment mitjà planetari.
- Model epicíclic excèntric dels planetes.
- L'esfera armil·lar.
- Trigonometria esfèrica.
- Càlculs d'el·lipse.
- Primeres visibilitats dels planetes.
- Càlcul de la mitja lluna.
- Instruments astronòmics.
- Les estacions.
- Problemes de càlcul astronòmic.

## Enginyeria
La referència més antiga a una màquina de moviment perpetu es remunta al 1150, quan Bhāskara II va descriure una roda que, segons ell, funcionaria per sempre.
Bhāskara II va utilitzar un dispositiu de mesura conegut com Yaṣṭi-yantra. Aquest dispositiu pot variar des d'un simple pal fins a bastons en forma de V dissenyats específicament per determinar angles amb l'ajuda d'una escala calibrada.

## Llegendes
En el seu llibre Lilavati, raona: «En aquesta quantitat que també té zero com a divisor, no hi ha canvi fins i tot quan hi hagin entrat o en surtin moltes quantitats, igual que en el moment de la destrucció i la creació quan hi ha multituds de criatures entren i surten [d'ell, no hi ha cap canvi en] l'infinit i immutable [Vishnu]».

### "Mira!"
Diversos autors han afirmat que Bhaskara II va demostrar el teorema de Pitàgores dibuixant un diagrama i proporcionant la paraula única "Mira!". De vegades s'omet el nom de Bhaskara i això es coneix com la prova hindú, ben coneguda pels escolars.
Tanmateix, com assenyala l'historiador de matemàtiques Kim Plofker, després de presentar un exemple treballat, Bhaskara II afirma el teorema de Pitàgores:
| « | Per tant, per motius de brevetat, l'arrel quadrada de la suma dels quadrats del braç i del dret és la hipotenusa: així es demostra. | » |

Això és seguit per:
| « | I en cas contrari, quan un ha posat aquestes parts de la figura [només] veient [n'hi ha prou]. | » |

Plofker suggereix que aquesta afirmació addicional pot ser la font última de la llegenda "Mira!"

## Llegat
Diversos instituts i col·legis de l'Índia porten el seu nom, com ara Bhaskaracharya Pratishthana a Pune, Bhaskaracharya College of Applied Sciences a Delhi, Bhaskaracharya Institute for Space Applications i Geo-Informatics a Gandhinagar.
El 20 de novembre de 1981, l'Organització Índia d'Investigació Espacial (ISRO) va llançar el satèl·lit Bhaskara II en honor al matemàtic i astrònom.
Invis Multimedia va publicar Bhaskaracharya, un curt documental indi sobre el matemàtic el 2015.